# Berliner Domkantorei
Die Berliner Domkantorei ist ein übergemeindlicher Chor am evangelischen Berliner Dom.

## Profil
Zur Berliner Domkantorei gehören ca. 150 Laiensängerinnen und -sänger, die in unterschiedlichen Gruppen (Oratorienchor, Kantatechor, A-cappella-Chor, Kammerchor, Schola) musizieren. Die Domkantorei wirkt regelmäßig an Gottesdiensten im Berliner Dom mit. Ihr Konzertrepertoire umfasst die bekannten Werke protestantischer Kirchenmusik ebenso wie weniger bekannte geistliche und weltliche Stücke aus Vergangenheit und Gegenwart.

## Geschichte
Die Gründung der Berliner Domkantorei hing unmittelbar zusammen mit dem Bau der Berliner Mauer am 13. August 1961. Der Staats- und Domchor setzte seine Arbeit im Westteil der Stadt fort. Im Osten traf sich am 16. Oktober 1961 eine Gruppe von Sängerinnen und Sängern, von denen viele nach der Teilung der Stadt von ihren angestammten Chören getrennt worden waren. Die Probe fand in einem der noch benutzbaren Räume des zerstörten Berliner Doms statt und wurde von Herbert Hildebrandt (* 1935; † 24. Dezember 2019) geleitet. Hildebrandt war zu dieser Zeit noch Kantor an der Versöhnungskirche und hatte vorübergehend die Vertretung für die (in West-Berlin wohnende) Domorganistin Ute Fischer übernommen.
Die Domkantorei wirkte von Beginn an in Gottesdiensten mit, anfangs in der Gruftkirche des Doms, später in der Tauf- und Traukirche. Schnell etablierte er sich aber auch als Konzertchor. Die Zahl der Mitglieder stieg im Lauf der sechziger Jahre auf ungefähr 60, danach auf mehr als 100. Solange die Predigtkirche des Doms noch Ruine war, fanden die Konzerte in verschiedenen Kirchen Ostberlins statt (u. a. Bartholomäus-Kirche, Sophienkirche, Marienkirche, Zionskirche, Gethsemanekirche).
Die Arbeit der Domkantorei wurde in der Zeit der DDR immer wieder durch staatliche Repressionen behindert. So wurde 1967 der Verkauf von Eintrittskarten und die öffentliche Plakatierung verboten. Der Chor, der finanziell ausschließlich auf eigene Einnahmen angewiesen war, reagierte durch den Aufbau eines „Hörerkreises“, der Konzertankündigungen per Post erhielt. In Reaktion auf staatlichen Druck entwickelte sich auch ein besonders enger Zusammenhalt der Sängerinnen und Sänger, die im Chor eine Nische abseits staatlicher Bevormundung fanden.
Trotz aller Behinderungen wurde der Chor bald zum festen Bestand der Ost-Berliner Kirchenmusik. Musikalische Höhepunkte der ersten Jahrzehnte waren u. a. die von der Domkantorei veranstalteten Telemann-Festtage (1967), Aufführungen von Strawinskis Psalmensinfonie (1969, 1976) oder die Zusammenarbeit mit Helmuth Rilling, der 1982 Bachs h-Moll-Messe dirigierte.
Der Fall der Mauer markierte einen Einschnitt in der Geschichte des Chors, dem sich nun neue Möglichkeiten (beispielsweise für Konzertreisen) öffneten, der sich im vereinten Berlin aber auch neu orientieren musste. Da die Domgemeinde und die Evangelische Kirche Berlin-Brandenburg zunächst nicht bereit waren, den Chor aufzunehmen, wurde 1991 der Verein „Berliner Domkantorei e. V.“ gegründet. 1993 wurde der wiederaufgebaute Dom eingeweiht. Zum ersten Mal hatte der Chor nun eine feste Wirkungsstätte.
Im Jahr 2003 wurde der Gründer und langjährige Leiter des Chors, Herbert Hildebrandt, in den Ruhestand verabschiedet. Die Nachfolge übernahm Tobias Brommann. Zu den besonderen musikalischen Ereignissen nach 1989 gehörte ein Konzert zum Gedenken an die Reichspogromnacht, bei dem unter Leitung von Andor Izsák Synagogalmusik Berliner Komponisten aufgeführt wurde (1998), ein Konzert zur Erprobung der akustischen Möglichkeiten des Doms, bei dem der Raum durch unterschiedliche Musik in verschiedenen Besetzungen und von verschiedenen Orten bespielt wurde (2001), oder die Aufführung von Benjamin Brittens War Requiem gemeinsam mit dem Hamburger Schubert-Chor (2008).
Die Berliner Domkantorei hat im Lauf ihres Bestehens mit verschiedenen Dirigenten zusammengearbeitet, darunter Christoph Albrecht, Georg Christoph Biller, Hartwig Eschenburg, Christian Grube, Heinz Hennig, Kai-Uwe Jirka, Michael Petermann und Helmuth Rilling. Im ersten Halbjahr 2010 leitete Vinzenz Weissenburger den Chor und am 1. Juli 2022 übernahm Adrian Büttemeier als Domkantor die Berliner Domkantorei.

## Konzertreisen
Seit ihrer Gründung unternahm die Berliner Domkantorei zahlreiche Konzertreisen im In- und Ausland, u. a. nach Polen, Ungarn, in die Schweiz, nach Frankreich, Litauen, Rumänien (Siebenbürgen), Kaliningrad/Königsberg, Israel, Schweden. Ein besonderes Ereignis war die Reise in die Niederlande 1988, wo die Kantorei am Domchor-Festival in Utrecht teilnahm.

## Diskografie
- 1996: Geistliche Gesänge aus fünf Jahrhunderten
- 1999: Chormusik zur Advents- und Weihnachtszeit
- 2003: Chormusik zum Genfer Psalter (Doppel-CD)
- 2008: Albert Becker, Psalmen. Liturgische Gesänge
- 2008: Musica Mystica Gregorianik im Dialog

## Domkantoren
- 1961–2003: Herbert Hildebrandt
- 2003–2022: Tobias Brommann
- 2022–heute: Adrian Büttemeier